# Lei Básica da Arábia Saudita
A Lei Básica da Arábia Saudita (em árabe: النظام الأساسي للحكم بالمملكة العربية السعودية; nome alternativo: Sistema Básico de Governo) é uma espécie de constituição da Arábia Saudita, dividida em 83 artigos e 9 capítulos. De acordo com esta lei, a constituição da Arábia Saudita é "o Sagrado Alcorão e a Sunnah (tradição) do profeta islâmico Maomé" (como dito no artigo 1 da Lei Básica), no entanto, a Lei Básica contém muitas características que poderia ser chamada de uma constituição em outros países ("A Lei de Governança", "Direitos e Deveres"). A Lei Básica foi escrita de acordo com a interpretação salafista da Sharia e não substitui a Fiqh.

## Origem
Após a invasão do Kuwait pelo Iraque na Primeira Guerra do Golfo, Fahd da Arábia Saudita emitiu um decreto real que foi divulgado oficialmente em canais de televisão oficiais e publicado nos jornais em 31 de janeiro de 1992. O decreto declarou o seguinte:
"Decreto Real n.º 90/A

27/8/1412 AH

Com a ajuda de Deus,

Nós, Fahd bin Abdul Aziz, o rei do Reino da Arábia Saudita, consistente com o interesse público, e no modo de exibição com o desenvolvimento do estado em diferentes campos, além de nosso entusiasmo para alcançar nossos objetivos prospectados, pedimos o seguinte:

Primeiro: Emita o Sistema Básico de Governança, de acordo com o contexto aqui abaixo.

Segundo: Agir de acordo com todos os sistemas, ordens e resoluções que atualmente são adotadas, até que eles são alterados em conformidade com o Sistema Básico de Governança.

Terceiro: O Sistema Básico de Governança deve ser publicado no jornal oficial e deve ser obrigatório a partir da data de sua publicação."
O Conselho Consultivo também surgiu cerca de um ano depois, à luz das condições emergentes que afetam o país após a guerra. [carece de fontes?]
A visão cultural e religiosa saudita estigmatiza qualquer referência a "Constituição" que não seja o Alcorão e a prática de Maomé. O Artigo 1º da lei básica enfatiza que "o livro de Deus (o Alcorão) e a Sunnah de seu profeta (Maomé), são a sua constituição (Arábia Saudita)". O Príncipe Talal bin Abdul Aziz disse que não pode haver "uma Constituição, um regulamento ou uma lei que contraria a Sharia islâmica" na Arábia Saudita.

## Artigos da Lei Básica

### Capítulo 1: Princípios gerais
Artigo 1 afirma que "Livro de Deus e a Sunnah de seu Profeta" são a constituição do país e o árabe é a língua oficial, com a capital em Riade.

### Capítulo 2: Monarquia
Artigo 7 proclama os direitos do monarca. Em seguida, no artigo 8, a "justiça, consulta e igualdade" será efetuada nos termos da Sharia.

### Capítulo 3: Características da família Saudita
Artigo 9 afirma que todos os membros de cada família na Arábia Saudita devem ser criados "na base" da fé islâmica.

### Capítulo 4: Princípios econômicos
Artigo 18 protege a propriedade privada dos cidadãos.
Artigo 21 apela a um imposto de "esmolas".

### Capítulo 5: Direitos e deveres
Artigo 27 estabelece um "sistema de segurança social"; Isso tornou viável sem a expropriação e impostos elevados devido às grandes entregas de petróleo e uma população de menos de 30 milhões de pessoas.

### Capítulo 6: As autoridades do estado

#### Islã como pedra angular do governo.
Artigo 45 afirma que decisões religiosas devem ser de acordo com o "Sagrado Alcorão e a Sunnah do profeta." Para este efeito, um painel de grupo de pesquisa e clero islâmico é estabelecido.
De acordo com o artigo 55, o rei deve "governar de acordo com as decisões do Islã e supervisiona a aplicação da Sharia". Artigo 56 afirma que o rei é também o primeiro-ministro. Artigo 57 deixa claro que os funcionários de baixo escalão devem seguir o islamismo. Aqueles que desviam desta regra podem ser julgados ou punidos.

#### Militar
Artigos 60-62: O rei é o comandante-em-chefe e é dotado de poderes relativos a guerra e a segurança nacional do país

### Capítulo 7: Assuntos financeiros
Artigo 71 especifica que receita é inserida e gastou de acordo com as regras de estatutos que serão regularmente publicados no Diário Oficial, de acordo com o artigo 70.

### Capítulo 8: Organismos de controle
O Artigo 79-80 trata dos organismos de controle. Organismos de controle serão estabelecidos para assegurar a boa gestão financeira e administrativa dos bens do estado.  

### Capítulo 9: Disposições gerais
Artigo 82 torna claro que um estado temporário de emergência não pode violar o artigo 7 (Alcorão e Sunnah).

## Críticas
A Lei Básica foi elaborada por uma comissão ad hoc do Ministério do interior, que a Human Rights Watch acusa de violações flagrantes dos direitos humanos. 
No século XVIII, Muhammad bin Saud e Muhammad bin Abdul Wahhab integrou todas as instituições políticas e religiosas em um órgão. O governo da Arábia Saudita reserva numerosos postos de trabalho para o clero que inclui pregar aos Juizados.
Vários clérigos islâmicos como muftis e xeques, que dominam posições jurídicas da Arábia Saudita, fazem uso da Lei Básica, além do Alcorão, hadith, Sunnah e da jurisprudência islâmica que cabem todas dentro da Sharia.
A Lei Básica não faz menção às mulheres; a Anistia Internacional escreveu em seu relatório de 2000 sobre a Arábia Saudita: A discussão da discriminação contra as mulheres e o seu estatuto como cidadãos de segunda classe por muito tempo tem sido um tabu, intocável até para a mais alta autoridade do estado no país, apesar de toda a miséria e sofrimento das mulheres para não raciocinar além delas terem nascido mulheres.
O escritor e jornalista saudita Wajeha Al-Huwaider escreve que "as mulheres sauditas são fracas, não importa o quão alto seu status, mesmo as mais 'mimadas' entre elas — porque elas não têm nenhuma lei para protegê-las do ataque por qualquer pessoa. A opressão das mulheres e o apagamento da sua individualidade são uma falha que afetam a maioria das casas na Arábia Saudita." 